# Smart client
Smart client (traducido del inglés, cliente inteligente) es un tecnicismo usado en el desarrollo de software. Generalmente se refiere a aplicaciones que:
- Son entregadas sobre la red (internet).
- No requieren instalación (o proveen una instalación y actualizaciones automáticas).
- Actualizadas automáticamente sin intervención del usuario.
- Tienen "Look and Feel" (aspecto) de aplicación de escritorio.
- Aprovechan los recursos de hardware y software del computador donde son ejecutados

El término Cliente Inteligente tiene la intención de referirse simultáneamente a la captura de los beneficios de un Cliente liviano (cero instalación, auto-actualizaciones) y un Cliente pesado (alto rendimiento, alta productividad).
Los términos "Rich Internet Application" (RIA) y "Rich Web Application" (Aplicaciones Ricas por Internet o Web) son usados para referirse al aprovechamiento de otras tecnologías, incluyendo html 5 y flash.
El enfoque Cliente Inteligente sobrevino cuando las empresas, al tratar de desarrollar aplicaciones web para sustituir sus viejas aplicaciones de escritorio, obtuvieron una disminución en la productividad del usuario. Esto fue porque las interfaces web de usuario basadas en la generación HTML del lado servidor no son típicamente tan receptivas, tienes menos teclas rápidas (hot keys) y requieren más uso del ratón, etc.
Las aplicaciones Cliente Inteligente estrecharon las diferencias entre las aplicaciones web y las aplicaciones de escritorio. Proveyeron los beneficios de una aplicación web (tales como apoyarse en Internet y ofrecer acceso remoto a los datos) mientras siguen proveyendo ese aspecto vivaz, productivo y elegante inherente a las aplicaciones de escritorio.
- Datos: Q2167260